# Julie Winnefred Bertrand
Julie Winnefred Bertrand  (16. september 1891 – 18. januar 2007) var den ældste person i Canada på det tidspunkt hun døde. Hun er den, som har levet længst i Canadas historie, lige før Marie-Louise Meilleur, som blev 117 år.
Bertrand var til sidst ved godt helbred, og kunne selv klæde sig af og på dagligt og nød ofte et glas vin. Derudover var hendes hukommelse rigtig god, og hun kunne genkende de fleste af sine venner. Den 16. september 2005 fejrede hun 114 års fødselsdag på plejehjemmet i Montreal. 2 år senere døde Julie Bertrand i en alder af 115 år.
1. ↑  Navnet er anført på svensk og stammer fra Wikidata hvor navnet endnu ikke findes på dansk.